# Юларджия, Эдин
Эдин Юларджия (хорв. Edin Julardžija; 21 января 2001, Загреб, Хорватия) — хорватский футболист, полузащитник боснийского клуба «Сараево».

## Клубная карьера
Юларджия родился в загребском районе Ференшчица. Его отец Дино, родом из Боснии и Герцеговины, был тренером в академии «Динамо Загреб», куда Эдин присоединился, когда ему было шесть лет. Он начал привлекать внимание известных европейских клубов, таких как «Челси» (чье предложение его семья отклонила в 2014 году), «Милан», «Фиорентина», «Лацио» и «Валенсия».
1 апреля 2020 года он подписал профессиональный контракт с «Динамо». 18 июля 2020 года он дебютировал в Хорватской футбольной лиге в матче с «Истрой 1961», завершившемся со счетом 0:0, заменив Ловро Майера на 85-й минуте. 30 ноября 2020 года Юларджия был назван одним из двадцати лучших игроков Молодежной лиги по версии УЕФА вместе с товарищем по команде Бернардом Каррицей.
В феврале 2021 года был отдан в аренду в «Славен Белупо», чтобы заменить своего товарища по команде «Динамо» Нико Янковича, чья арендная сделка была расторгнута «Славеном» из-за травмы. В июле он был отправлен в еще одну аренду, на этот раз в «Шибеник».
Юларджия подписал четырехлетний контракт с «Горицей» летом 2022 года.

## Карьера в сборной
Имея право представлять Хорватию и Боснию и Герцеговину на международном уровне, Юларджия выбрал первый вариант.